# ۸۵۳ (قمری)
۸۵۳ (قمری)، هشتصد و پنجاه و سومین سال در گاهشماری هجری قمری است. اول محرم این سال برابر با پنجم مارس سال ۱۴۴۹ میلادی است.

## وابسته
- الغ‌بیگ